# Dry county

Carte incomplète des dry counties.
Wet counties (« comtés humides », donc pas de prohibition)
Dry counties partiels ou Moist counties (la législation diffère par exemple selon le type de ville ou d'alcool)
Dry counties complets (« comtés secs », donc prohibition totale)
aucune donnée

Un dry county, en français un « comté sec », est un comté des États-Unis dont le gouvernement local interdit la vente et la fabrication de boissons alcoolisées, héritage de la Prohibition. Des centaines de dry counties existent de part et d'autre des États-Unis, bien qu'ils se trouvent principalement au Sud. Un certain nombre de juridictions plus petites, telles que des villes et les communautés, interdisent aussi l'alcool indépendamment de leurs comtés respectifs. Elles sont connues sous les noms de dry towns, dry cities, dry municipalities ou dry townships.
Par opposition, se trouvent les wet counties (« comtés humides ») et entre les deux types de comtés se trouvent les moist counties (« comtés moites »).

## «Dry county» par État

### Alabama
Sur les 67 comtés de l'État, quatorze sont dry, douze sont partiellement dry ou moist (ces comtés contiennent des villes qui ont décidé d'autoriser la vente d'alcool), et 41 sont wet. Parmi les 12 moist counties, 16 gouvernements municipaux ont légalisé la vente d'alcool à l'intérieur des limites de leurs villes. 
Pour qu'une ville ou un comté d'Alabama organise un vote dry-wet, 25 % des votants des élections générales précédentes doivent signer une pétition requérant un vote. Les pétitions peuvent être faites pour le passage de dry à wet ou de wet à dry.
Dans les dry counties, il est illégal de transporter plus d'une caisse de bière et trois litres de boissons alcoolisées.

### Alaska
La loi de l'État autorise chaque village à décider de mettre en place des restrictions, bien que certains boroughs puissent entièrement l'interdire, la plupart d'entre elles s'appliquent sur des villages situés au-delà du cercle arctique.

### Arkansas
En Arkansas, certaines villes, telles que Jacksonville, sont dry en dépit du fait qu'elles soient dans un wet county. Dans la ville voisine de North Little Rock, la distinction entre zones est encore plus spécifique, avec un seul quartier dans la ville considérée comme dry.
Le comté de Benton, au nord-ouest de l'État, est considéré comme le plus wet des dry counties avec 110 permis pour des clubs privés.
Le comté de Saline est un dry county.

### Arizona
Colorado City, une ville du nord de l'Arizona qui s'étend le long de la frontière avec l'Utah.

### Caroline du Nord
Les comtés de Caroline du Nord suivants sont dry : le comté de Yancey, le comté de Clay, le comté de Davidson, le comté de Graham, le comté de Johnston, et le comté de Mitchell. Le comté de Johnston autorise la vente d'alcool à l'intérieur des limites des villes.

### Connecticut
En décembre 2005, Bridgewater devint la dernière « dry town » de l'État.
Wilton était une « dry town » jusqu'en 1992 quand les votants levèrent la prohibition, autorisant à un nombre limité de restaurants à servir de l'alcool. Toutefois, Wilton n'autorise pas encore la vente de boissons alcoolisées dans les magasins de la municipalité.
Bien que n'étant légalement pas dry, aucune boisson alcoolisée n'est vendue dans la ville d'Easton, que ce soit dans un magasin ou au restaurant.

### Floride
Il y a cinq dry counties en Floride, tous sont ruraux et font partie du dixie :
- comté de Lafayette ;
- comté de Liberty ;
- comté de Madison ;
- comté de Suwannee ;
- comté de Washington.

### Géorgie
- Le comté de Murray, au nord-ouest de l'État, est un dry county, bien que la ville d'Eton autorise la vente de boissons alcoolisées au niveau local.
- Le comté de Hart au nord-est de la Géorgie est actuellement un dry county qui interdit la vente de boissons alcoolisées.
- Le comté de White, au nord-est de la Géorgie, est un dry county sauf dans l'enclave de la ville de Helen où l'alcool peut être servi et vendu.
- Le comté de Dawson, est historiquement considéré comme un comté où l'alcool est très vendu mais il était un dry county jusqu'à récemment avec le premier magasin vendant de l'alcool ayant ouvert en 2007.
- Le comté de Bulloch est un dry county partiel.
- Le comté de Coweta est un dry county partiel.
- Le comté d'Union est un dry county.

### Illinois
Le village de South Holland, au sud de Chicago, a été une municipalité dry depuis sa fondation par les immigrants venus de l'Église réformée néerlandaise en 1894. Il est possible que la loi d'État, qui exige des communautés le respect de la loi de l'État sur l'alcool, remplace cette loi.

### Kansas
Le Kansas a appliqué la Prohibition plus longtemps que les autres États, de 1881 à 1948, et continua d'interdire la vente d'alcool jusqu'en 1987.
Tous les comtés du Kansas ont approuvé l'amendement de 1948 de la Constitution du Kansas qui met fin à la prohibition. Mais 29 dry counties n'ont pas approuvé l'amendement de 1986 qui donnait aux comtés le choix d'autoriser ou non la vente d'alcool, et continuent donc l'interdiction de vente d'alcool. 59 comtés (dont le comté de Johnson, le plus grand comté du Kansas et la plus grande partie de la Zone métropolitaine de Kansas City) ont approuvé l'amendement de 1986 avec des conditions sur la vente d'alcool. Seulement 17 comtés du Kansas ont approuvé l'amendement de 1986 sans limitation.

### Kentucky
Sur les 120 comtés de l'État, 53 sont complètement dry, 37 sont considérés comme partiellement dry ou moist, 29 sont wet, et un est classifié comme wet mais se rapprocherait plus d'un moist county.

### Massachusetts
Les villes suivantes du Massachusetts sont dry en date du 19 avril 2007 : Alford, Aquinnah (anciennement Gay Head), Chilmark, Dunstable, Gosnold, Hawley, Montgomery, Mt Washington, Tisbury, West Tisbury, Westhampton, Weston.

### Michigan
Le comté de Wayne, dont le siège est Détroit, est notable par le fait qu'on ne peut pas acheter de boissons alcoolisées dans les stations-service. Le motif serait de décourager la conduite en État d'ivresse.
Le comté d'Ottawa n'autorise pas la vente de bière et de vins le dimanche. Hudsonville, vota l'autorisation de vente d'alcool le 6 novembre 2007.
Le Michigan interdit la vente de boissons alcoolisées avant la tombée de la nuit le dimanche.

### Minnesota
L'État interdit la vente de boissons alcoolisées le dimanche et Dassel interdit aux établissements la vente de boissons dépassant les 4 % d'alcool.

### New Jersey
Ocean City, est dry, et utilise cela en se disant l'« ami des familles ». Wildwood Crest est aussi dry, bien que Wildwood ne le soit pas.
Il y a plusieurs communautés dry au sud de l'État, principalement le résultat de l'influence des quakers, dont Moorestown, Collingswood, Haddonfield, Pitman, et Haddon Heights

### Nevada
La ville de Panaca, fut le premier établissement du Nevada, fondé comme colonie Mormon en 1864. Elle faisait partie, au départ, du comté de Washington dans l'Utah, mais la modification du tracé des frontières par le Congrès en 1866 plaça Panaca dans le comté de Lincoln au Nevada. Elle resta la seule municipalité dry du Nevada.

### Ohio
La ville de Westerville, fut dry pendant un siècle. Après avoir été le siège de la Anti-Saloon League (en) et surnommé la dry capital of the world (« capital mondiale dry »), la première boisson alcoolisée légale fut servie en 2006.
Le village de Bethel dans le comté de Clermont est resté dry jusqu'à la fin de la prohibition. Mais récemment la loi a été assouplie.

### Oregon
La ville de Monmouth fut la dernière dry municipality de la côte ouest hormis l'Alaska jusqu'à ce que la prohibition soit abrogée le 10 janvier 2003. Les lois d'État interdisent maintenant l'existence de dry municipalities.
En Oregon, l'ensemble des boissons alcoolisées peuvent être achetées dans des bazars et des épiceries. Toutefois, la vente d'alcools forts est restreinte aux magasins contrôlés par l'État, tout comme dans les bars, ou les restaurants qui incluent des bars. Tous les magasins vendant des alcools forts sont sujets aux règles et à la régulation de la Oregon Liquor Control Commission (OLCC) dirigée par l'État.

### Pennsylvanie
En Pennsylvanie, les boissons alcoolisées sont vendues par des magasins appartenant et dirigés par l'État, alors que les bières sont vendues par des distributeurs indépendants sous licence de l'État. Les bières sans alcool peuvent être achetées dans des drogueries et des épiceries.
L'État comporte un grand nombre de dry municipalities.

### Tennessee
Le gouvernement intercommunal de Lynchburg et du comté de Moore, est un dry county, malgré le fait que ce soit le siège de la distillerie Jack Daniel's. (Une loi d'État spéciale autorise la distillerie à vendre de petites bouteilles commémoratives de Jack Daniel's aux touristes, mais pas le dimanche.)
Les comtés de Putnam, Campbell, Cumberland, Hancock, Sevier et White sont des dry counties.

### Texas
Sur les 254 comtés de l'État, 46 sont dry, 169 sont partiellement dry ou moist, et 39 sont wet. La vaste majorité des wet counties sont à la frontière sud du Texas près du Mexique, ou au centre sud de l'État. Le patchwork des lois sur l'alcool (définies par chaque comté indépendamment) rend leur compréhension confuse, même pour les résidents. Dans certains comtés, seulement les bières à 4 % d'alcool sont légales. Dans d'autres, les boissons ayant 14 % ou moins d'alcool sont légales. Dans certaines zones dry, un client peut avoir une boisson mélangée à de l'alcool en joignant un « club privé », dans certaines zones wet les clients doivent être membres d'un club pour avoir le droit de consommer une boisson alcoolisée, reporte le Fort Worth Star-Telegram.

### Wisconsin
Le village d'Ephraim est la seule municipalité du Wisconsin où la prohibition est partiellement appliquée ; elle fut dry depuis sa fondation au milieu du XIXe siècle jusqu'en 2016, lorsque deux référendums légalisent respectivement la bière et le vin.